# Qauata
Un qauata ou qauaata est une massue-bouclier de l'île San Cristobal dans les îles Salomon.

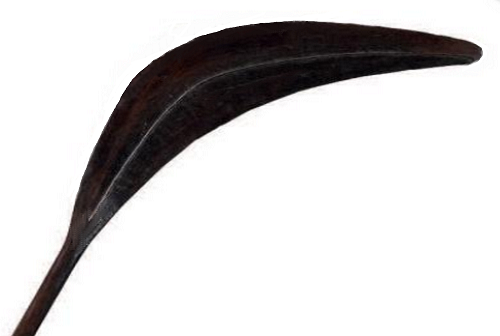
Tête de qauata bâton en forme de feuille

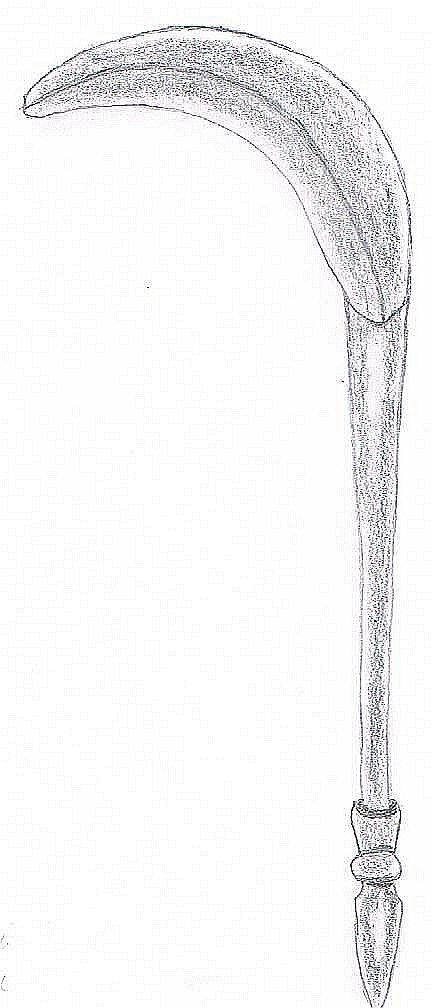
dessin de qauata

## Caractéristiques
Il était utilisé pour dévier les traits de l'ennemi. Il possède une tête en forme de feuille sans ergot, ce qui le distingue du roromaraugi. La tête est séparée en deux par une arête centrale et le manche est souvent terminé par une sculpture anthropomorphe. Il est plus commun que le roromaraugi et était utilisé pour la guerre.